# Narycia pelochroa
Narycia pelochroa är en fjärilsart som beskrevs av Edward Meyrick 1893. Narycia pelochroa ingår i släktet Narycia och familjen säckspinnare. Inga underarter finns listade i Catalogue of Life.